# Schloss Weikersheim

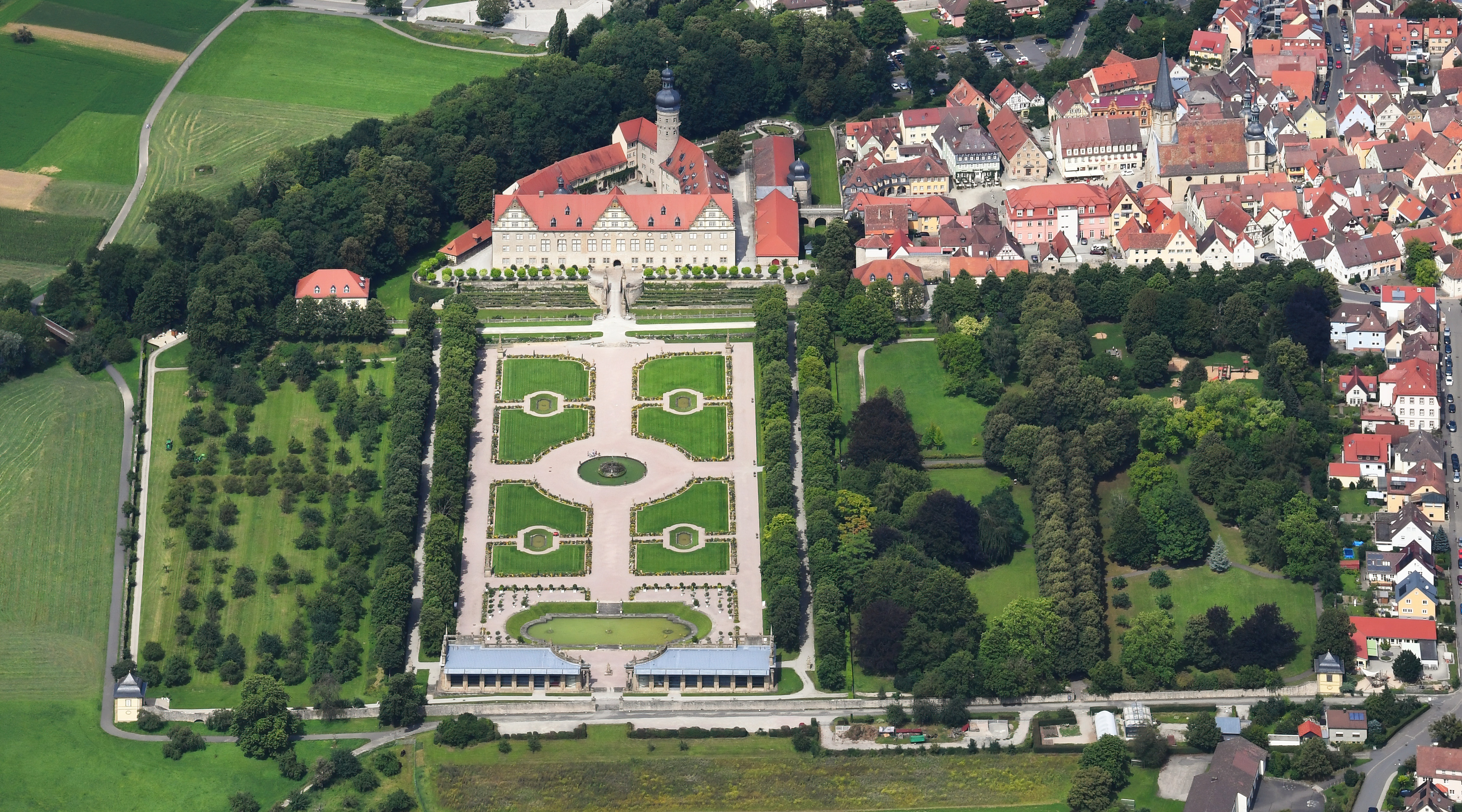
Luftbild des Schlosses Weikersheim und des Schlossparks

Das Schloss Weikersheim ist der Stammsitz der Herren von Hohenlohe in Weikersheim. Die ursprüngliche Wasserburg im Stau der Tauber wurde ab dem Jahr 1595 als Schloss im Renaissancestil umfassend erweitert. Der dreiachsige Barockgarten aus dem frühen 18. Jahrhundert vor dem Südflügel öffnet die Anlage zu der hier weiten Landschaft des Taubertals hinaus.

## Geschichte

### Hoch- und Spätmittelalter
Als Herren von Wighartesheim treten die Herren von Hohenlohe erstmals 1153 urkundlich auf. Der Ort selbst ist altes Reichsgut und wurde 837 in einer Urkunde des Klosters Fulda erstmals erwähnt als Besitz des Würzburger Dienstmanns Wipert von Wichhartesheim und kam durch Schenkung im 12. Jahrhundert an das Kloster Comburg. Dieses behielt das Lehen, bis es 1244 an die Herren von Hohenlohe verkauft wurde.
Um 1153 werden erstmals die Brüder Konrad und Heinrich von „Wighartesheim“ als Herren einer Wasserburg genannt, die sie vom Kloster zu Lehen trugen. Es war eine Ringmauerburg mit einem breiten Graben und dem Bergfried neben dem Zugang vom Ort. Erbaut wurde die Burg aber wahrscheinlich schon einige Jahrzehnte früher. Konrad von Weikersheim hatte drei Söhne Albert, Konrad und Heinrich. Albert erscheint circa 1172 als „Albertus de Hohenloch“, nach der Burg Hohlach bei Uffenheim. Auch Heinrich nannte sich „von Hohenloch“; Konrad führte 1178 den Namen „von Hohenlach“ oder „Holach“, nannte sich später aber „von Weikersheim“. Möglich erscheint, dass die Burg Hohlach durch Heirat an Konrad von Weikersheim und seine Söhne kam. Der Sohn Heinrich führte die Stammlinie der Familie Hohenlohe fort. Konrad von Weikersheim seinerseits war möglicherweise ein Sohn des 1136/1141 bezeugten edelfreien Konrad von Pfitzingen. Sein Sohn Heinrich wurde zum Stammvater der weiteren Generationen der Hohenlohe. Der Name Weikersheim verschwand als Familienname, möglicherweise weil Weikersheim vorerst nur ein Lehnsbesitz war, Hohlach aber ein Allod oder ein Stauferlehen, das nach deren Aussterben zum Reichslehen wurde.

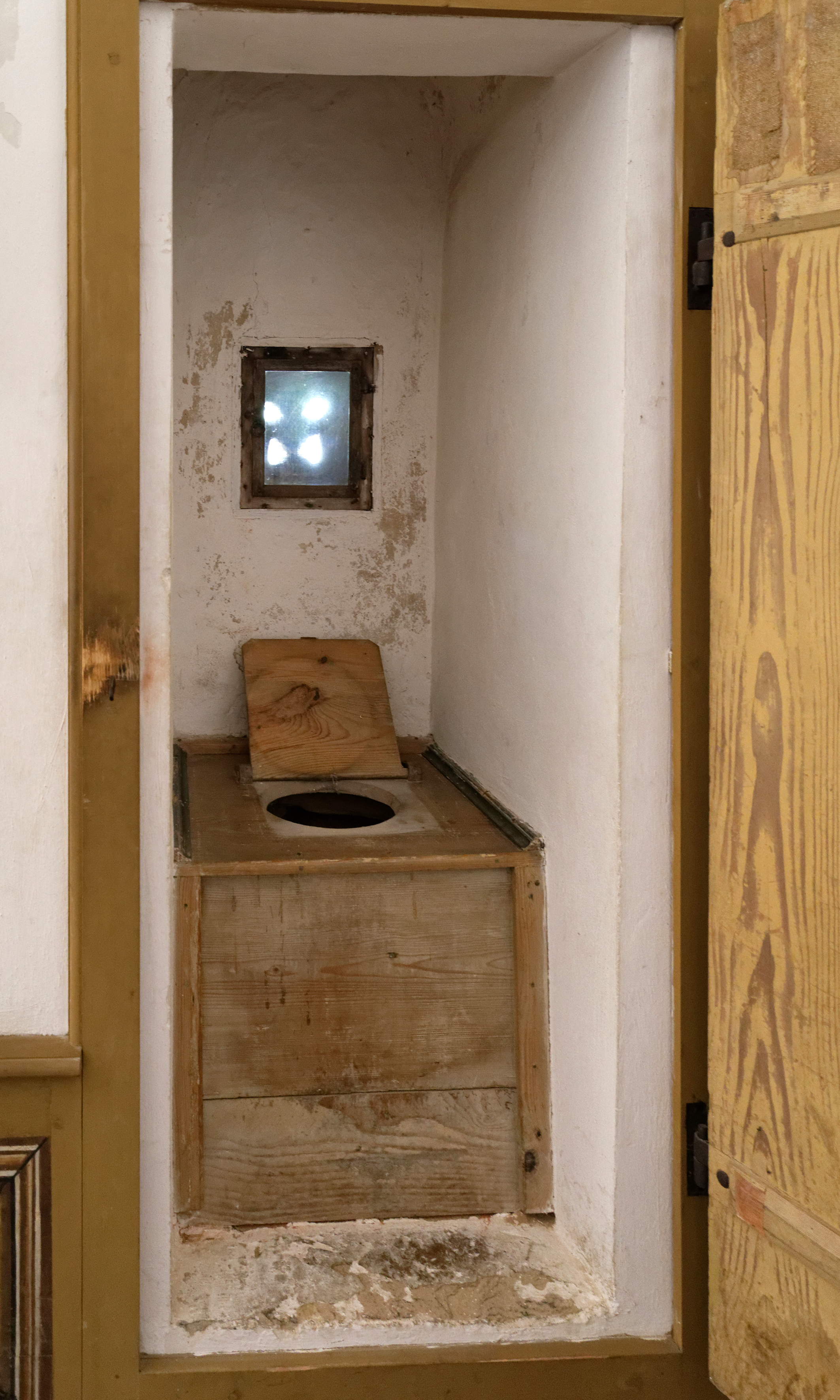
Die Toilette des Grafen Wolfgang.

### Renaissance

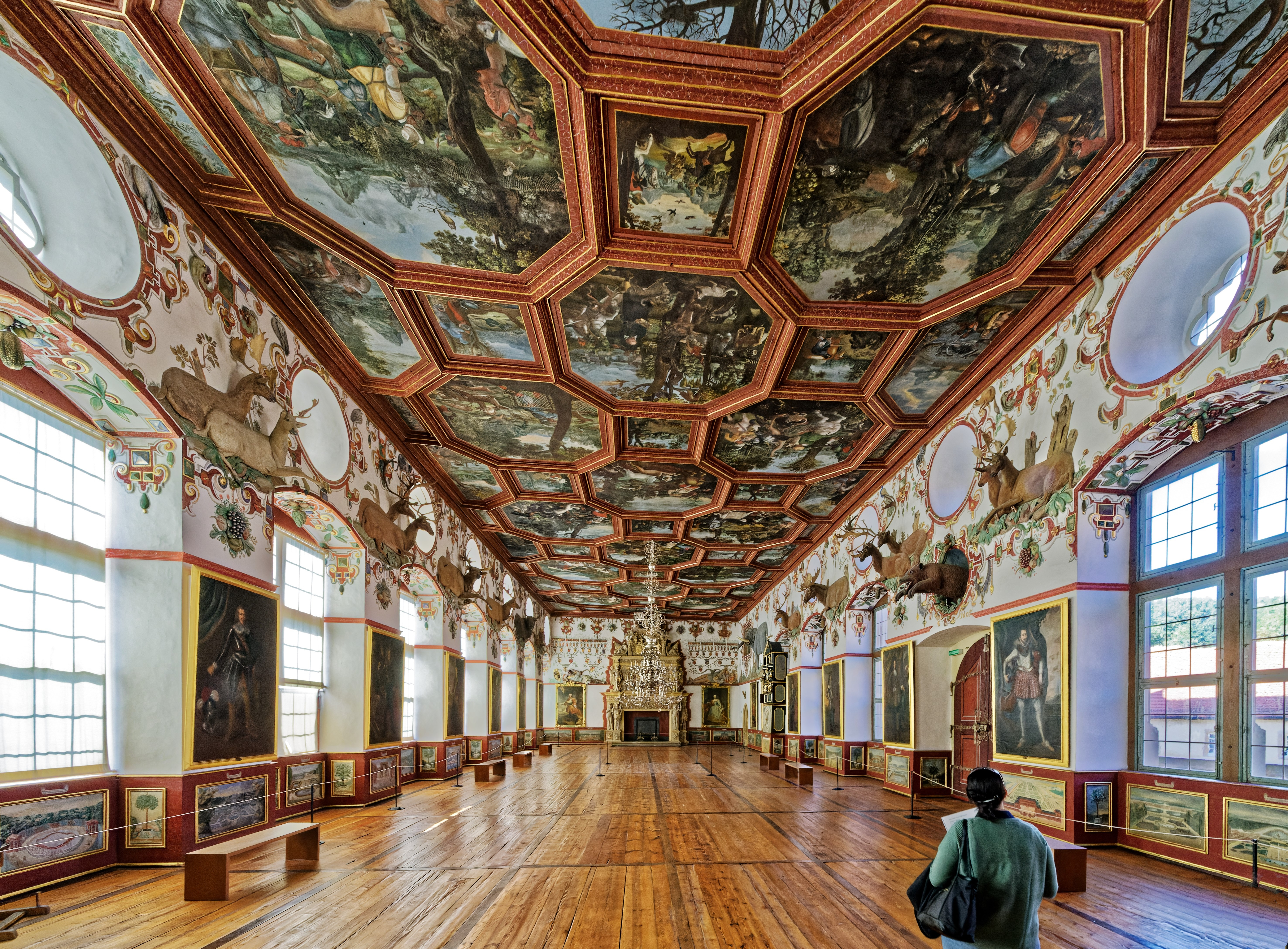
Rittersaal mit der um 1605 vollendeten Ausstattung

Bis 1586 wurde zwar immer wieder an- und umgebaut, aber an der (inzwischen mehrfach verpfändeten) Burg änderte sich nichts Entscheidendes. Doch in diesem Jahr kam Graf Wolfgang II. von Hohenlohe-Langenburg durch Erbteilung in den Besitz von Weikersheim und verlegte seinen Wohnsitz dorthin. Der gebildete und kunstliebende Renaissance-Fürst begann nach Reisen durch Frankreich, England und Österreich eine rege Bautätigkeit in seinen hohenlohischen Besitztümern. Weikersheim bot wegen seiner Lage im Taubertal die idealen Voraussetzungen für ein ausgedehntes und repräsentatives Schloss.
Unter Einbeziehung älteren Baubestandes wie des staufischen Bergfrieds, der eine barocke Haube erhielt, entstand ab dem Jahr 1595 eine erweiterte Schlossanlage, in der vor allem ein neuer Saalflügel mit Kapelle und Tafelstube neue räumliche und ikonografische Maßstäbe setzte.
Im Jahr 1605 war der Bau im Wesentlichen vollendet. Kern und Prachtstück des Schlosses ist der Rittersaal mit seiner von Elias Gunzenhäuser geschaffenen freitragenden Dachkonstruktion mit Kassettendecke, die von Balthasar Katzenberger aus Würzburg bemalt worden war. Der große Kamin stammt von dem Bildhauer Michael Juncker.
Im Schloss hatte der Graf auch ein alchemistisches Labor, das einen eigenen Anbau auf der Nordseite erhielt, von dem noch geringe Reste zu sehen sind.
Graf Wolfgang II., der die Triebfeder der Bauarbeiten war, zog jedoch nie mit seinem Hofstaat in den Neubau um. Auch die alte Burg wurde nicht abgebrochen. Der Graf starb 1610 im Alter von 64 Jahren.

### Barock

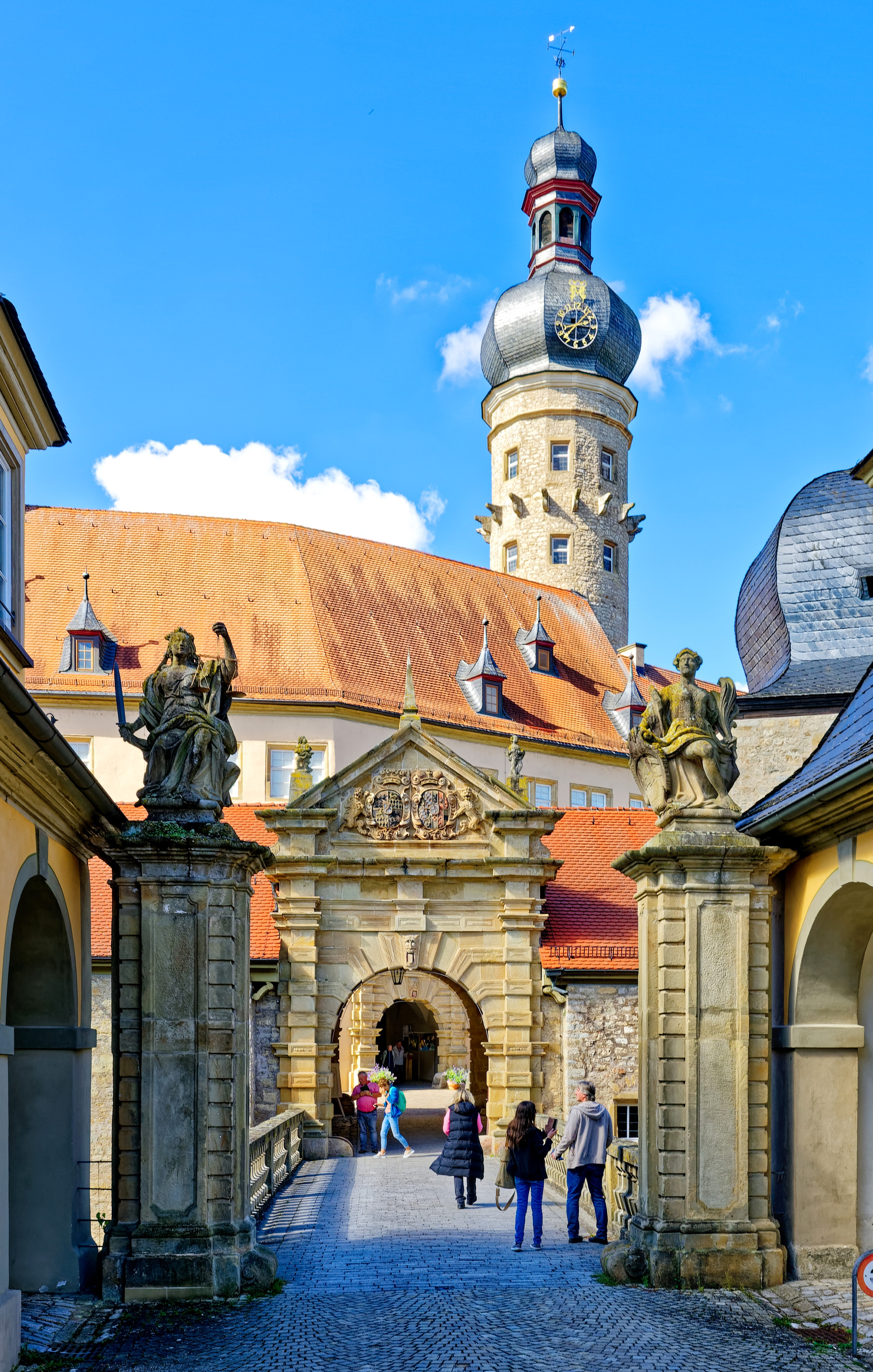
Der barocke Eingang zum Schloss Weikersheim mit dem mittelalterlichen Bergfried

Während des Dreißigjährigen Krieges kamen die Baumaßnahmen zu einem Stillstand. 1634 wurde das Schloss durch die Truppen des Generals Johann von Werth vollständig geplündert.
Der Enkel Graf Wolfgangs, Graf Siegfried, setzte die Bautätigkeit ab 1679 fort. Der Umfang der Umbauten ist noch nicht im Detail geklärt, da man sich eng an die Formen der Renaissance anlehnte.

Als Graf Carl Ludwig 1709 die Residenz übernahm und dort über 50 Jahre wirkte, erhielten das Schloss sowie der Garten mit seinen zugehörigen Gebäuden nahezu die Gestalt, in der es noch heute erhalten ist. Zwischen etwa 1709 und 1720 wurden für die gräfliche Familie zahlreiche Appartements im ersten und zweiten Obergeschoss vor allem des Renaissancebaus neu eingerichtet. Der Flügel auf der Ostseite erhielt erst jetzt seine heutige Innenausstattung. Sowohl unter Einschluss des Gartens als auch der Stadt wurden zwei für die Barockzeit typische, großräumige topografische Achsen geschaffen, in deren Schnittpunkt sich das Schloss als Mittelpunkt der gräflichen Herrschaft erhebt.

Der Rittersaal im Detail
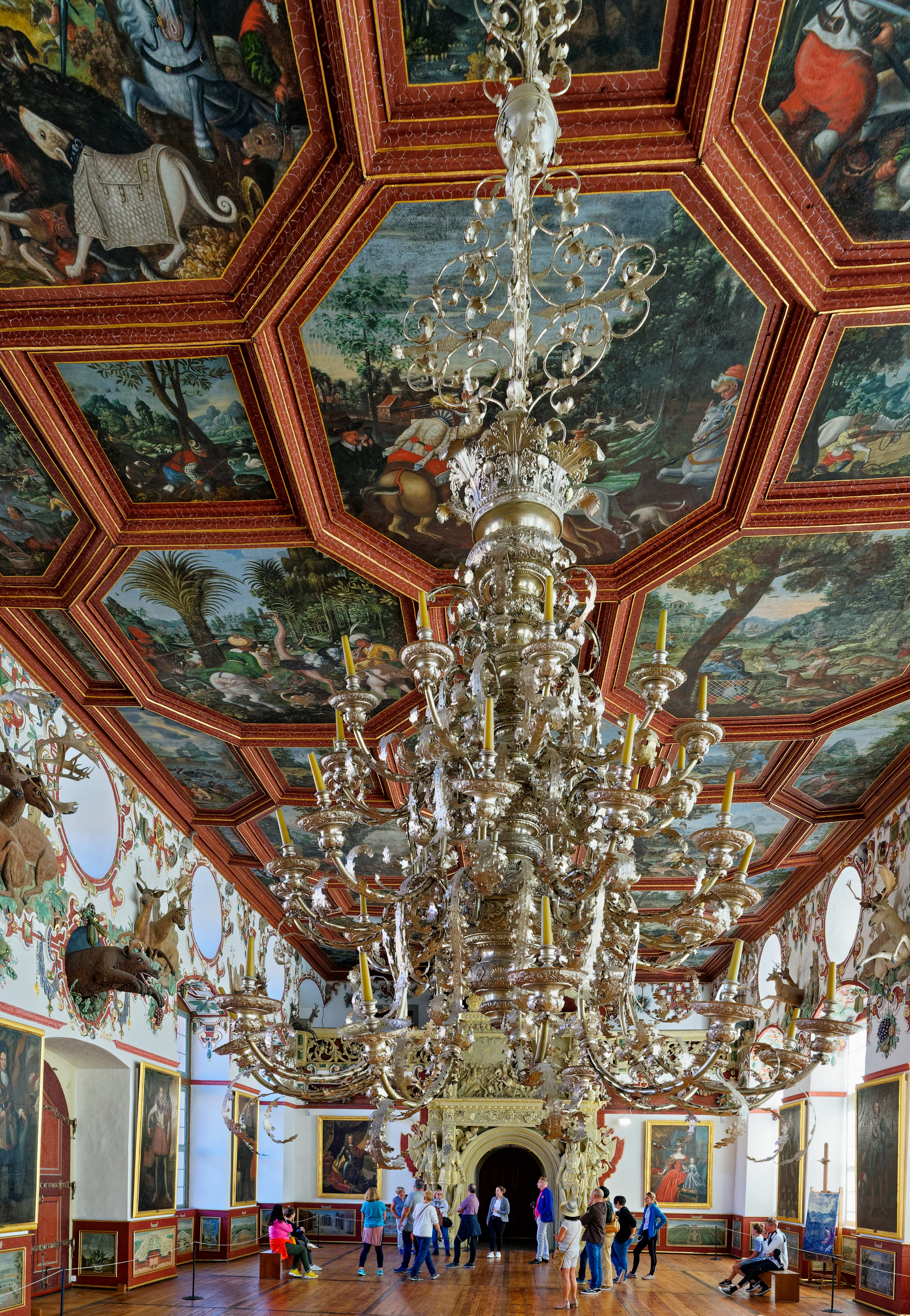
Der silberne Leuchter
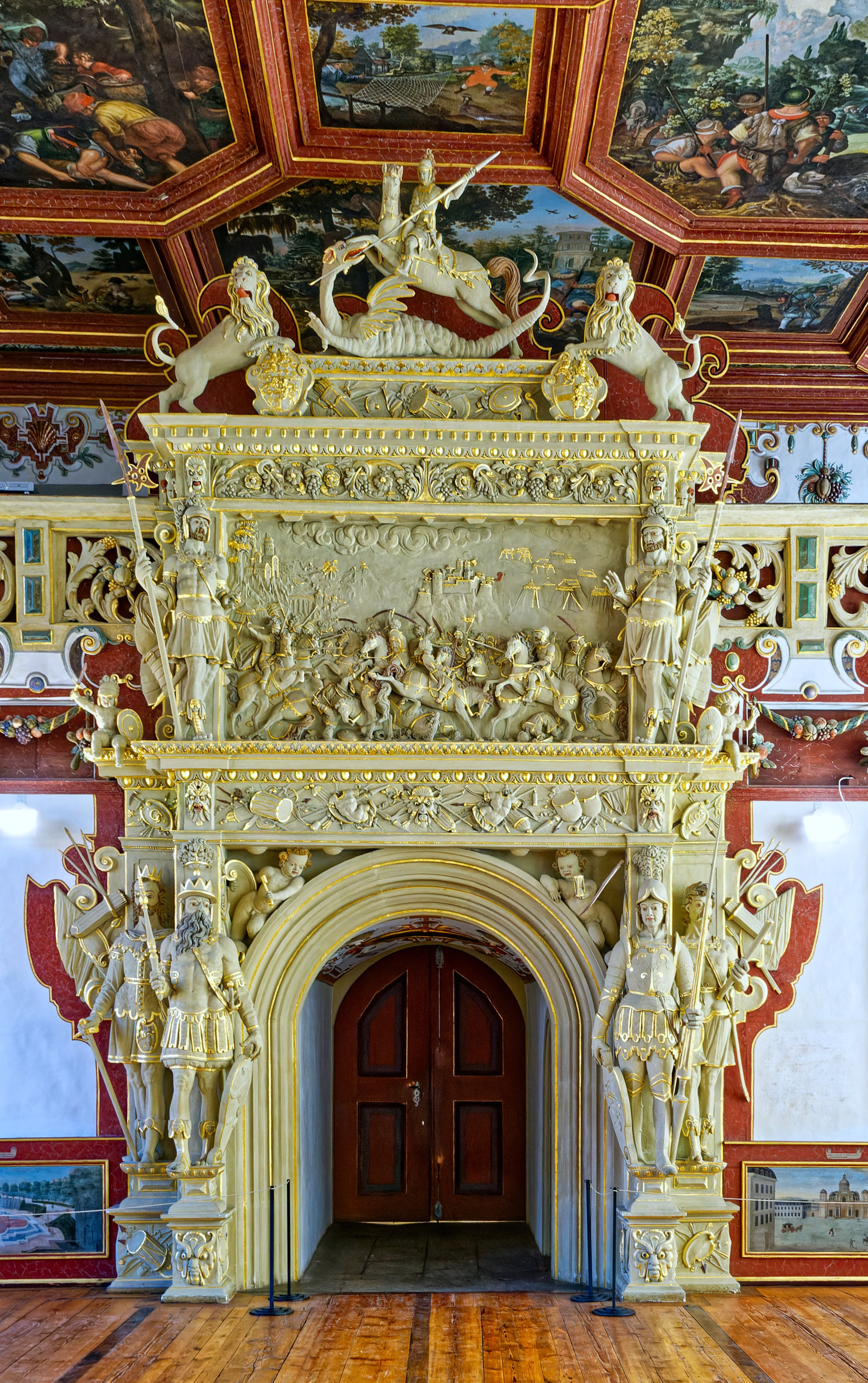
Das Portal
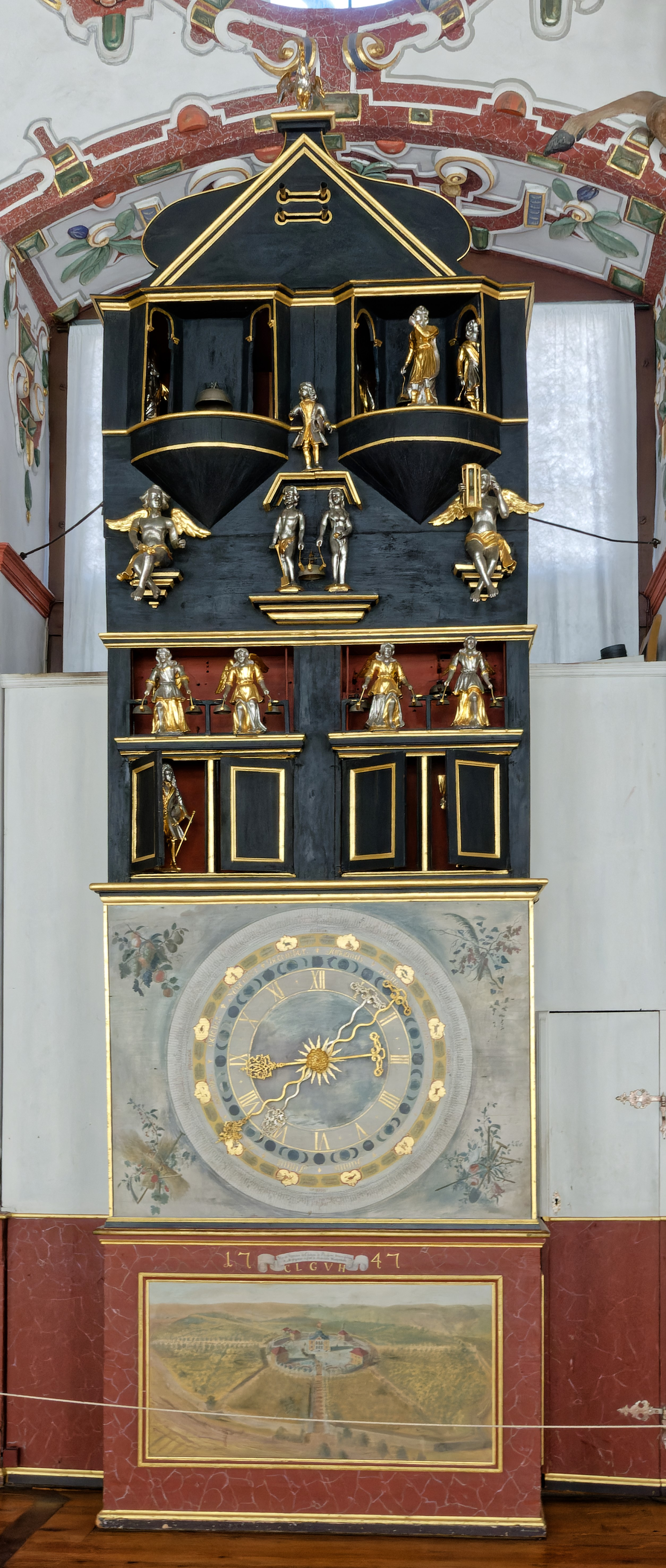
Astronomische Uhr
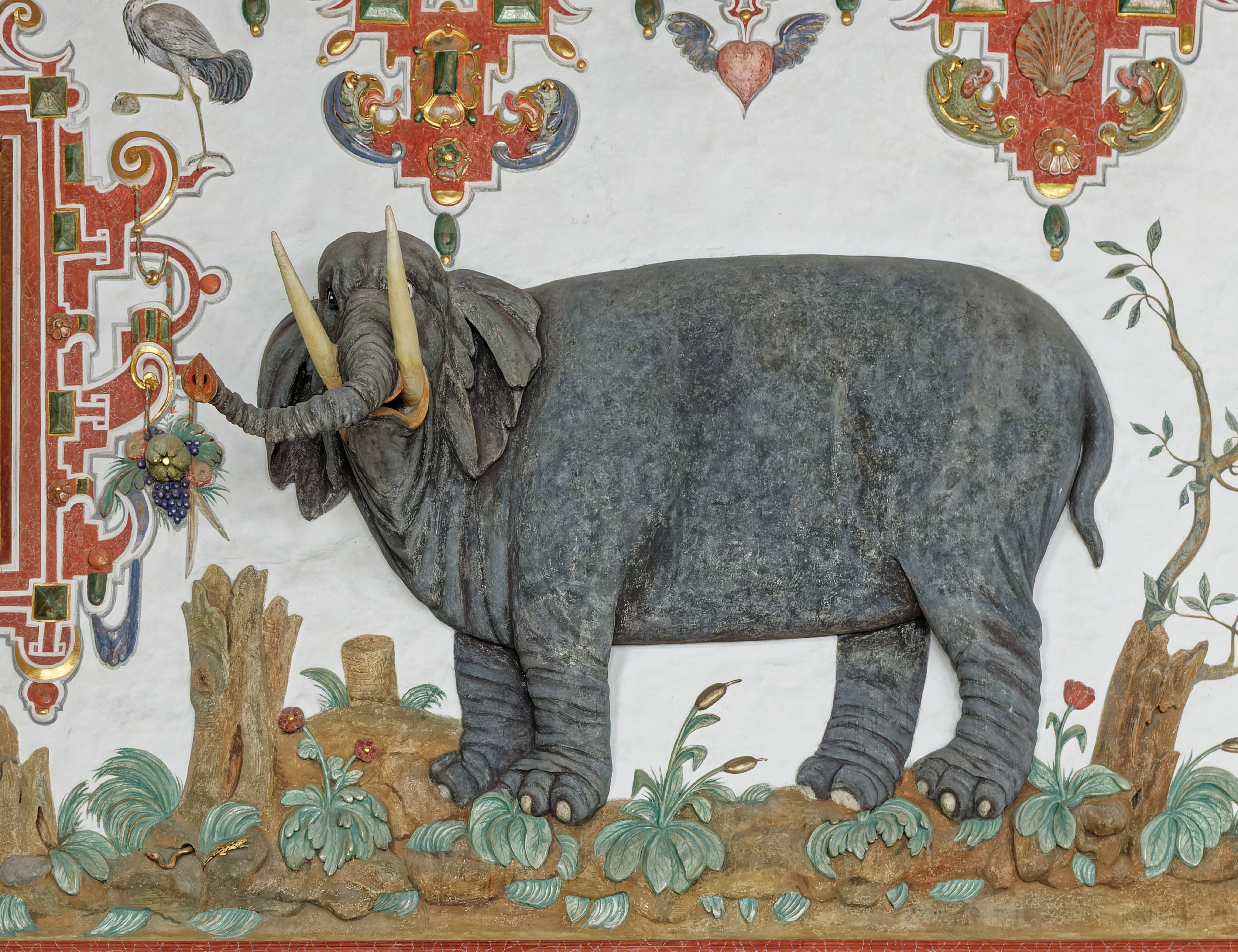
Der seltsame Elefant
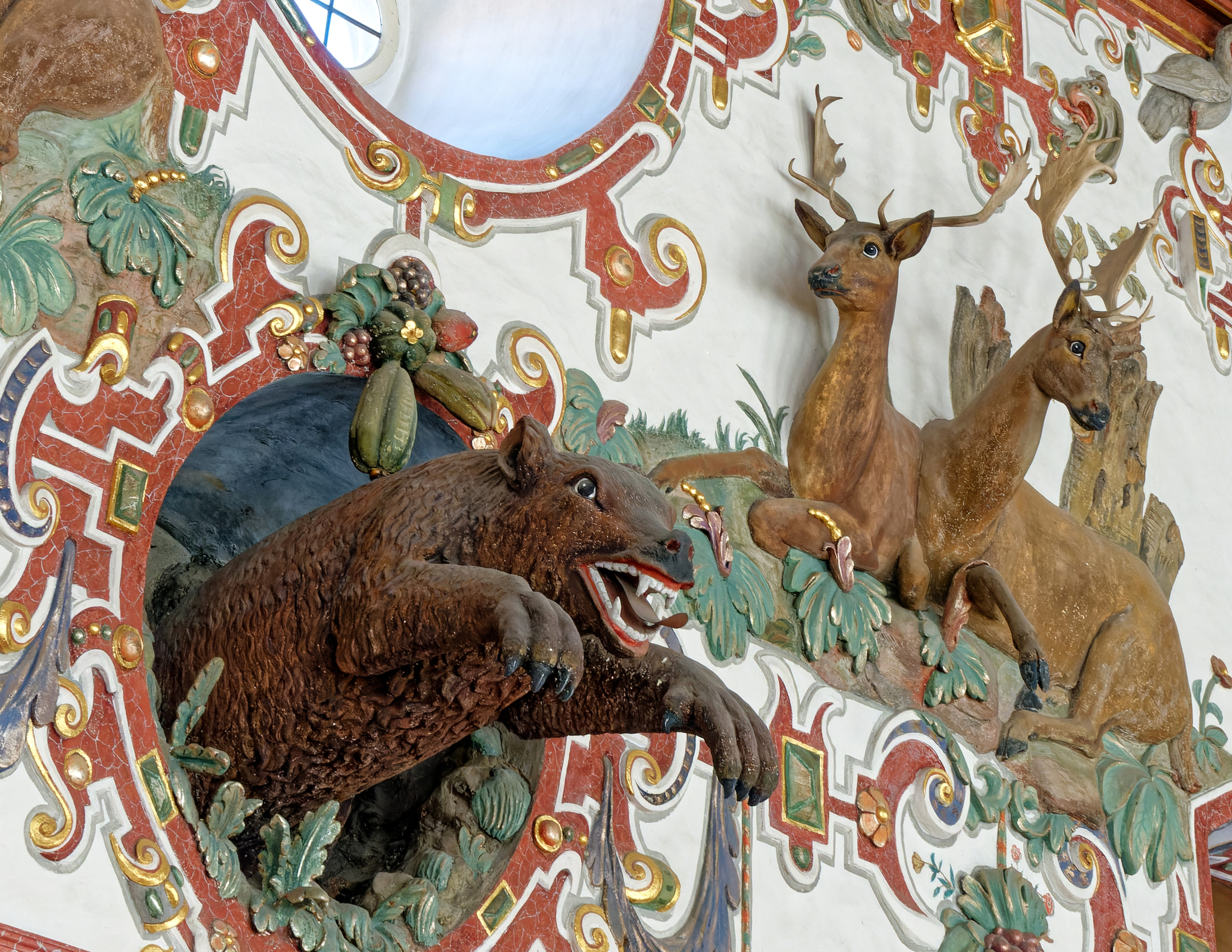
Der grimmige Bär
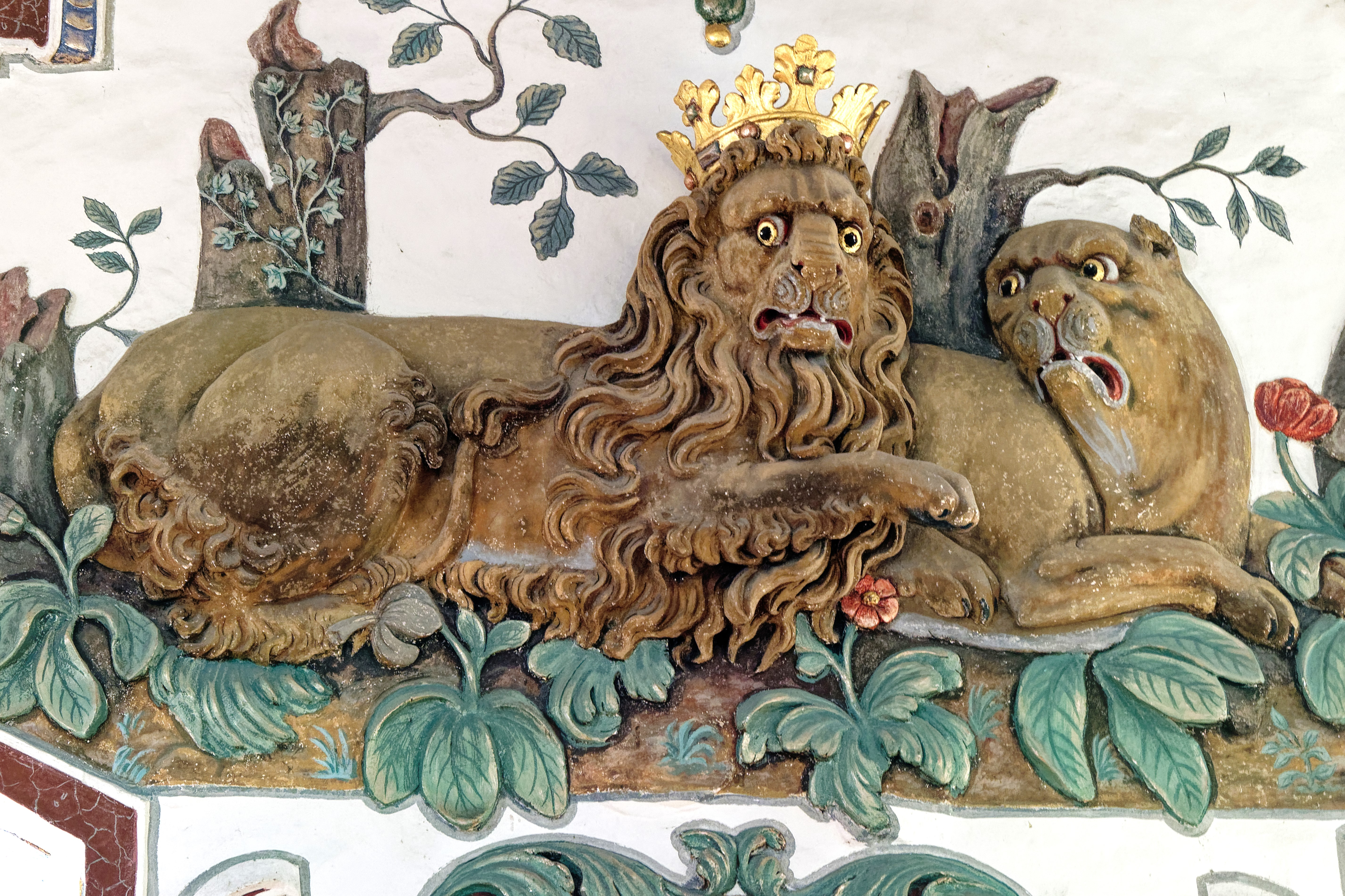
Das schlecht gelaunte Löwenpaar

### 19. Jahrhundert

Gemälde von Schloss Weikersheim um 1710

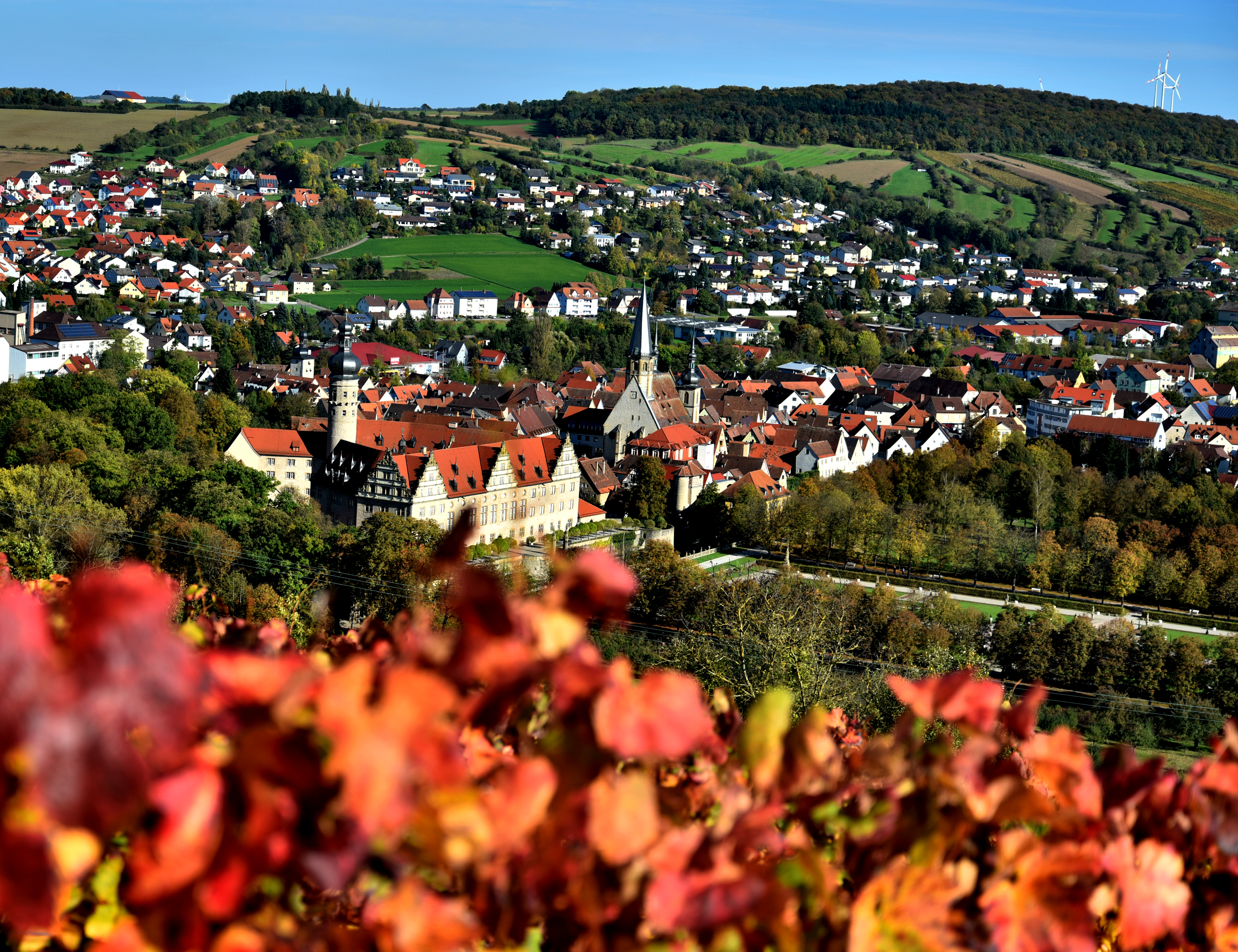
Blick auf Schloss Weikersheim im Herbst.

Da Carl Ludwig ohne Nachkommen starb, fiel das Schloss an andere hohenlohische Linien. Diese nutzten das Schloss nur zeitweilig (vor allem in den Sommermonaten), da sie eigene Residenzen in Langenburg, Neuenstein und Öhringen besaßen.

### 20. Jahrhundert
Der Dornröschenschlaf endete nach dem Zweiten Weltkrieg, als Constantin zu Hohenlohe-Langenburg aus Böhmen nach Weikersheim kam und das Schloss wieder mit Leben erfüllte. Der kunstsinnige Hohenlohe-Langenburg (selbst bildender Künstler) richtete im Schloss eine Malschule ein und begann, die vernachlässigten Räume und den Park zu renovieren. Er wurde zum geschickten Förderer des Schlosses und führte „Internationale Sommerkurse“ für Kammermusik ein. Nach seinem Tod erwarb das Land Baden-Württemberg 1967 das Schloss für 5,5 Millionen DM und stellt seitdem die enormen finanziellen Mittel zum Erhalt des Schlosses.

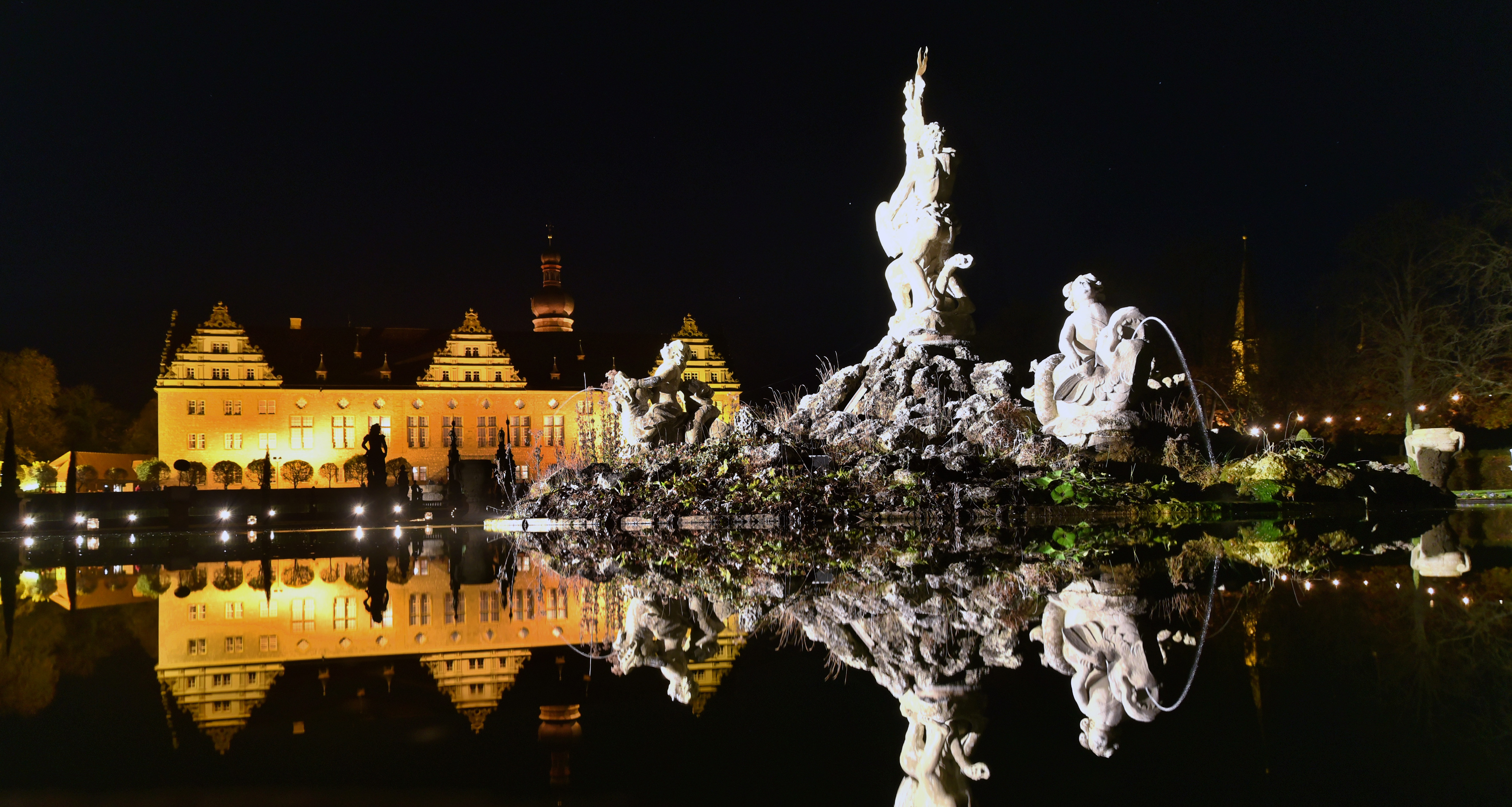
Herkulesbrunnen im Garten von Schloss Weikersheim bei Nacht.

## Schloss Weikersheim heute

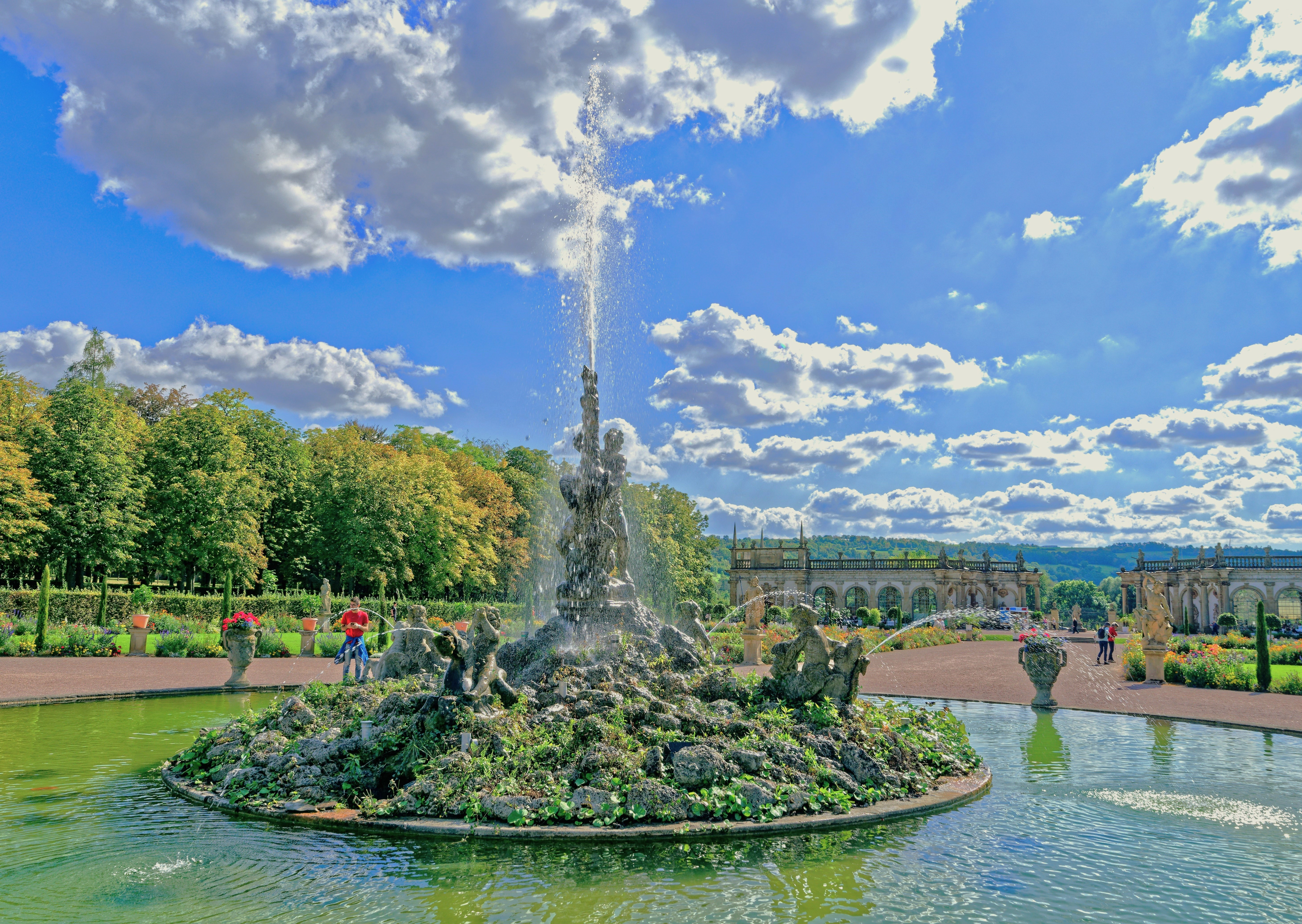
Herkulesbrunnen im Schlosspark

Schloss Weikersheim zählt zu den landeseigenen Monumenten und wird von den Staatlichen Schlösser und Gärten Baden-Württemberg betreut. Es ist für Besichtigungen geöffnet. Die original ausgestatteten barocken Wohngemächer sind als Schlossmuseum zugänglich.

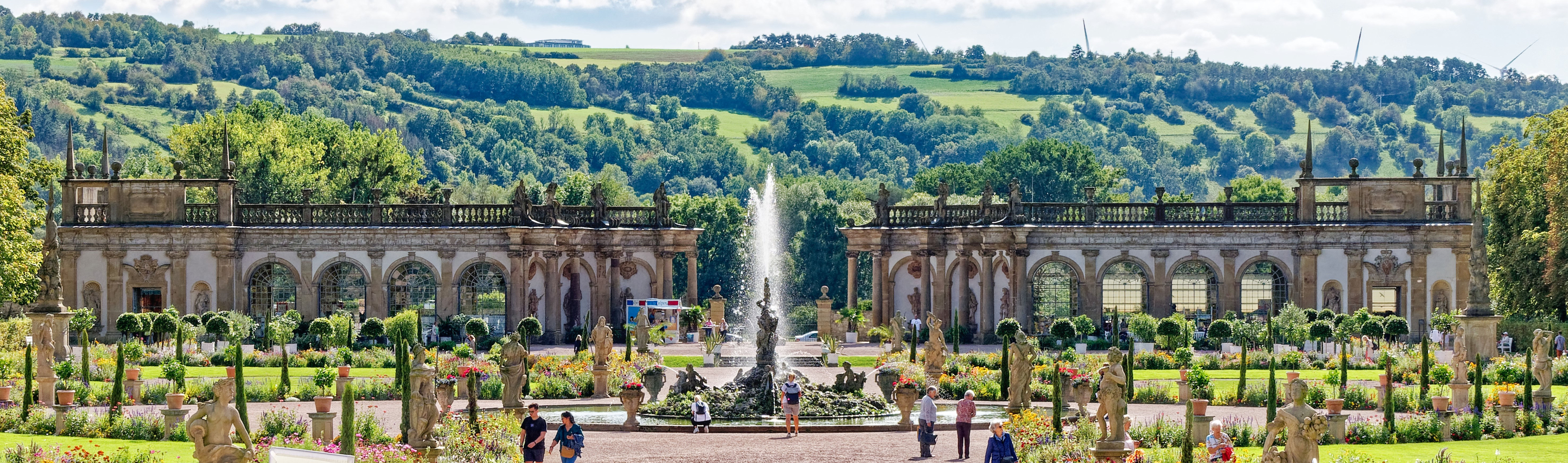
Blick zur Orangerie und auf die Steinriegel des Taubertals

In den Räumen der ehemaligen Schlossküche befindet sich eine Dauerausstellung zum Thema Alchemie. Im März 2007 wurde die Dauerausstellung „Allerhand Zierrathen – Barocke Kostbarkeiten in Schloss Weikersheim“ eröffnet, die wertvolle und einzigartige Ausstattungsstücke aus den barocken Schlossräumen präsentiert.
Seit 2015 wurde das eindrucksvolle Spiegelkabinett renoviert und ist seit 2017 im Schloss zugänglich.
Der Schlossgarten zeigt sich seit seiner umfassenden Instandsetzung in den 1990ern wieder in barocker Pracht. Dem Schloss gegenüber wurde die zweiflügelige Orangerie wiederhergestellt. Als architektonischer Höhepunkt des Gartens dient sie heute Hochzeiten und anderen großen Festen sowie Konzerten als beliebtes Ambiente. Über die Zentralachse des Parks hinweg bietet sich ein Blick auf die typischen Steinriegelhänge des Taubertals.

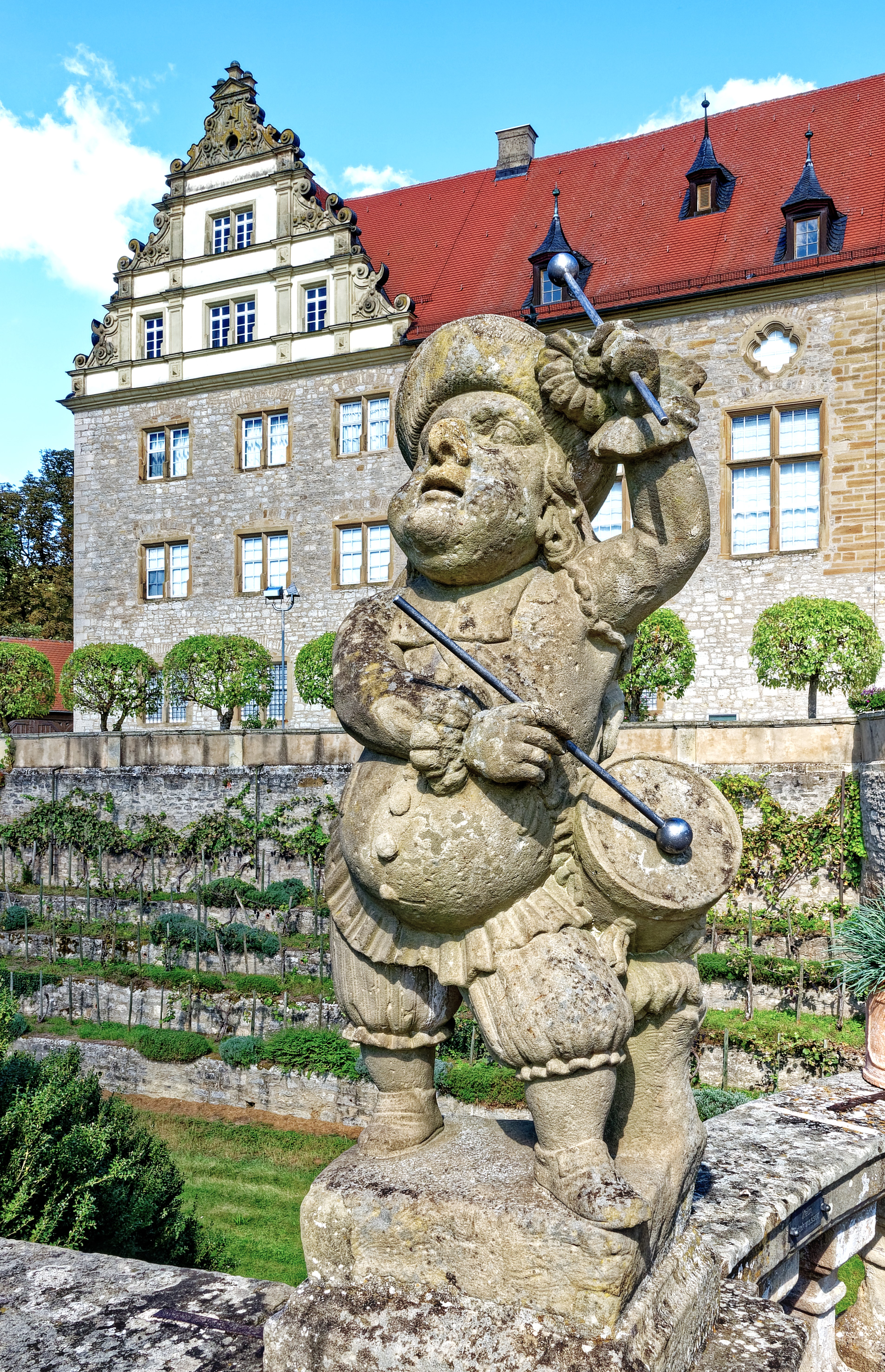
Der Trommler in der Zwergengalerie.

Den Schlossgarten, der von Kastanienalleen eingerahmt wird, bevölkert ein Figurenprogramm von rund 100 steinernen Statuen. Darunter mehrere Reihen damals geschätzter zwergwüchsiger Skulpturen. Hier wirkte zum größten Teil die Künzelsauer Bildhauerfamilie Sommer. Der Garten soll eine Allegorie der gräflichen Herrschaft darstellen, wohlgeordnet und ganz im Sinne der Zeit streng gegliedert. Es gibt Bildnisse der Winde, Elemente, Erdteile, Jahreszeiten, Planeten, antiker Götter und Helden. Hier gibt es mit der Zwergengalerie das einzige vollständig erhaltene Ensemble eines barocken Zwergengartens.
Die Jeunesses Musicales Deutschland hat im Schloss ihren Sitz und betreibt im Prinzessinnenbau seit 1963 die Internationale Musikakademie Schloss Weikersheim. Außerdem betreibt sie ganzjährig Konzerte und zweijährig Opernaufführungen im Schlosshof (im Juli und August).
Das Schloss flankierend wurden das Gewehrhaus und das Gärtnerhaus als Veranstaltungs- und Konzerträume (für Klassik, Jazz und Neue Musik) ausgebaut.
Jedes Jahr in der Weihnachtszeit fand bis 2019 im inneren Schlosshof und auf der Terrasse mit Blick über den Park ein Weihnachtsmarkt statt, der einen beliebten Anziehungspunkt für Besucher aus der Region Hohenlohe darstellte.
Seit 1979 wurde das Schloss auch für Tagungen des umstrittenen von Hans Filbinger gegründeten Studienzentrums Weikersheim genutzt, das seinen Sitz in Leinfelden-Echterdingen hat.

## Auszeichnungen
Am 11. August 2013 erhielt der Schlossgarten die Auszeichnung Garten des Jahres 2013 durch die Staatliche Schlösser und Gärten Baden-Württemberg verliehen.